# Los Urbz: Sims en la ciudad
Los Urbz: Sims en la ciudad (en inglés: The Urbz: Sims in the City) es un videojuego de simulación social para las consolas de sobremesa GameCube, PlayStation 2, y Xbox, además de para las consolas portátiles Game Boy Advance y Nintendo DS. Es el tercer videojuego de la serie Los Sims lanzado para consolas, y es el segundo videojuego de la serie que no ha sido lanzado para PC. La siguiente versión para consolas fue la adaptación para consola de Los Sims 2.  
El grupo de hip hop The Black Eyed Peas compuso numerosas canciones para el juego, que han sido también traducidas al simlish, el idioma de los Sims. Los miembros del grupo aparecerían también como Urbz invitados en el juego.

## Jugabilidad
La jugabilidad del título es distinta en las consolas portátiles respecto de las consolas de sobremesa. El objetivo en las versiones de sobremesa es ir a cada uno de los nueve Distritos y forjarse una reputación (llamada «Rep» en el juego). La «Rep» mide lo popular que es un personaje; si un personaje gana mayor reputación, obtendrá acceso a apartamentos más grandes y a nuevos Distritos. Al final, el personaje tendrá el mayor apartamento de todos, y podrá visitar cualquier Distrito.
En las versiones portátiles el juego se parecerá más a un videojuego de aventuras en el que el jugador deberá completar misiones para avanzar. El objetivo de las versiones de Nintendo DS y GameBoy Advance es completar las cinco misiones disponibles. Al igual que en otros juegos de la serie, un Urb tiene ocho necesidades básicas; Hambre, Energía, Diversión, Social, Habitación, Comodidad, Vejiga e Higiene. Para tener éxito en las versiones portátiles del juego, estas necesidades deben mantenerse en un nivel alto y estable.